# KlarinetFest
KlarinetFest (eng. ClarinetFest) je međunarodni festival klarinetista, najznačajnija manifestacija ove vrste, na kojoj se, u organizaciji Međunarodne klarinetističke asocijacije, svake godine okupljaju klarinetisti iz celog sveta radi razmene informacija i zajedničkog muziciranja.

### Lokacija
Prvi KlarinetFest održan je 1974. godine u Denveru, Kolorado, SAD. Nakon toga je ova manifestacija održavana u mnogim gradovima u SAD, Kanadi, Francuskoj, Velikoj Britaniji, Belgiji, Švedskoj, Japanu, Portugalu, Italiji, Španiji.

### Aktivnosti
Na KlarinetFestu se, takođe, održavaju finala takmičenja mladih klarinetista, prezentacije naučnih radova u vezi sa klarinetom, premijere kompozicija za klarinet i druge aktivnosti od značaja za klarinetiste.